# Mi peor rival
Mi peor rival  es un trabajo discográfico del cantautor argentino Augusto Osenda. Es un álbum de neto corte pop rock, contiene un repertorio completamente de su autoría y cuenta con su producción artística y la producción ejecutiva de Albano Ganoli.
El disco fue grabado en Romaphonic (ex Circo Beat) por el prestigioso ingeniero de grabación Eduardo Pereyra y participan reconocidos músicos como Marcelo “Polaco” Wengrovski, Pablo Santos en bajo, Lolo Micucci en teclados y Cristian Borneo en batería.

## Canciones
| N.º | Título                        | Duración |  |
| 1.  | «Sueño Esotérico»             | 3:17     |  |
| 2.  | «Ese Rey»                     | 2:57     |  |
| 3.  | «Mi Peor Rival»               | 3:16     |  |
| 4.  | «La Danza de los Locos Sanos» | 3:24     |  |
| 5.  | «Sin Información»             | 3:58     |  |
| 6.  | «La Memoria»                  | 3:12     |  |
| 7.  | «Mirarme en Tus Ojos»         | 2:50     |  |
| 8.  | «Empezar de Cero»             | 2:57     |  |
| 9.  | «Me Olvidé»                   | 3:50     |  |
| 10. | «Inmunizado»                  | 3:00     |  |

## Integrantes
- Augusto Osenda - voz principal y guitarra eléctrica
- Pablo Santos - Bajo
- Marcelo “Polaco” Wengrovski guitarra eléctrica
- Cristian Borneo - batería
- Martín Cabello - teclados
- José Luis “Lolo” Micucci - teclados
- Edu Pereyra - ingeniero de sonido

- Datos: Q21003294